# فیلم‌شناسی لئوناردو دی‌کاپریو

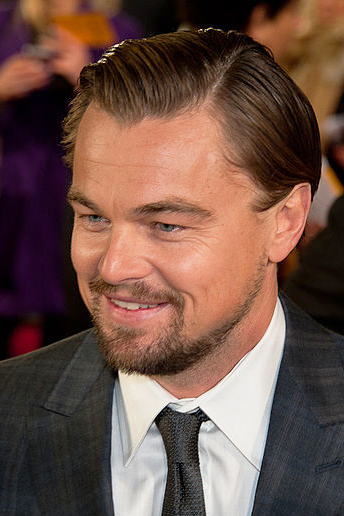
دی‌کاپریو در افتتاحیهٔ گرگ وال استریت در سال ۲۰۱۴

لئوناردو دی‌کاپریو بازیگر و تهیه‌کنندهٔ فیلم آمریکایی است که حرفهٔ خود را از کودکی و با نقش‌آفرینی در تلویزیون آغاز کرد. او در نمایش‌های د نیو لسی (۱۹۸۹) و سانتا باربارا (۱۹۹۰) ظاهر شد و همچنین در کمدی-درام پدر و مادری (۱۹۹۰) و کمدی موقعیت مسائل اولیه (۱۹۹۱) نقش‌های طولانی مدت را داشت. دی‌کاپریو در سال ۱۹۹۳ در کنار رابرت دنیرو نقش توبیاس وولف را در زندگی این پسر ایفا کرد. در همان سال، او نقش مکمل آرنی گریپ در چه چیزی گیلبرت گریپ را آزار می‌دهد را داشت که باعث شد نامزد دریافت جایزهٔ اسکار و گلدن گلوب بهترین بازیگر نقش مکمل مرد شود. در سال ۱۹۹۵، دی‌کاپریو نقش نویسندهٔ آمریکایی جیم کرول را در خاطرات بسکتبال و نقش شاعر فرانسوی آرتور رمبو را در کسوف کامل ایفا کرد. سال بعد او در رومئو + ژولیت (۱۹۹۶) به کارگردانی باز لورمن، نقش رومئو مونتاگ را ایفا کرد. در سال ۱۹۹۷، دی‌کاپریو با کیت وینسلت در فیلم تایتانیک به کارگردانی جیمز کامرون بازی کرد. این فیلم بالاترین فروش را در گیشه‌های جهانی داشت و او را در سطح جهان به شهرت رساند. او برای این نقش‌آفرینی جایزه سینمایی ام‌تی‌وی برای بهترین بازیگر در یک فیلم را دریافت کرد و برای نخستین‌بار نامزد دریافت جایزهٔ گلدن گلوب بهترین بازیگر مرد فیلم درام شد.
در سال ۲۰۰۲، دی‌کاپریو دغل‌باز فرانک ابگنیل جونیور را در کنار تام هنکس در فیلم زندگی‌نامه‌ای درام-جنایی اگه می‌تونی منو بگیر به کارگردانی استیون اسپیلبرگ به تصویر کشید و همچنین در درام تاریخی دارودسته‌های نیویورکی به کارگردانی مارتین اسکورسیزی ایفای نقش کرد. او در سال ۲۰۰۴ شرکت تولیدی خود، اپین وی را بنیان‌گذاری کرد. دو فیلم بعدی که او در آن‌ها نقش‌آفرینی کرده را اسکورسیزی کارگردانی کرده‌است: زندگینامه هوارد هیوز، هوانورد (۲۰۰۴) و درام جنایی جدامانده (۲۰۰۶). دی‌کاپریو برای ایفای نقش هیوز در هوانورد، جایزه گلدن گلوب بهترین بازیگر نقش اول مرد را دریافت کرد و نخستین‌بار نامزد دریافت جایزهٔ اسکار بهترین بازیگر مرد شد.
دی‌کاپریو در سال ۲۰۰۷ مستند زیست‌محیطی یازدهمین ساعت و درام کمدی باغبان عدن را تهیه‌کنندگی کرد. سال بعد، او در درام عاشقانهٔ جاده انقلابی به کارگردانی سم مندس به کیت وینسلت پیوست و در فیلم اکشن یک مشت دروغ به کارگردانی ریدلی اسکات ظاهر شد. دی‌کاپریو در سال ۲۰۱۰ با تریلر روان‌شناختی جزیره شاتر دوباره با اسکورسیزی همکاری کرد شد و همچنین در فیلم علمی تخیلی تلقین به کارگردانی کریستوفر نولان بازی کرد. او در سال ۲۰۱۱، نقش جی. ادگار هوور، اولین مدیر اداره تحقیقات فدرال را در فیلم زندگینامه‌ای جی. ادگار به تصویر کشید. سال بعد، نقش مکمل وسترن جنگوی زنجیرگسسته به کارگردانی کوئنتین تارانتینو را ایفا کرد. دی‌کاپریو در سال ۲۰۱۳ در دو اقتباس سینمایی از رمان‌ها بازی کرد؛ او ابتدا در نقش جی گتسبی را در گتسبی بزرگ و بعداً در نقش جردن بلفورت در گرگ وال استریت ظاهر شد. فیلم دومی سومین نامزدی اسکار بهترین بازیگر نقش اول مرد و یک جایزهٔ گلدن گلوب بهترین بازیگر مرد فیلم موزیکال یا کمدی را به او اختصاص داد. در سال ۲۰۱۵، دی‌کاپریو در درام بقا بازگشته نقش تله‌انداز هیو گلاس را بازی کرد که برای این نقش‌آفرینی، برندهٔ جایزهٔ اسکار بهترین بازیگر مرد شد.

## فیلم
| سال  | عنوان                             | به عنوان | به عنوان  | به عنوان               | یادداشت‌ها             | منا.          |
| سال  | عنوان                             | بازیگر   | تهیه‌کننده | نقش                    | یادداشت‌ها             | منا.          |
| ---- | --------------------------------- | -------- | --------- | ---------------------- | --------------------- | ------------- |
| ۱۹۹۱ | جانوران ۳                         | آری      | نه        | جاش                    | فیلم ویدئویی          | [ ۱۶ ]        |
| ۱۹۹۳ | زندگی این پسر                     | آری      | نه        | توبیاس وولف            |                       | [ ۱۷ ]        |
| ۱۹۹۳ | چه چیزی گیلبرت گریپ را آزار می‌دهد | آری      | نه        | آرنولد «آرنی» گریپ     |                       | [ ۱۸ ]        |
| ۱۹۹۵ | خاطرات بسکتبال                    | آری      | نه        | جیم کرول               |                       | [ ۱۹ ]        |
| ۱۹۹۵ | سریع و مرده                       | آری      | نه        | فری «د کید» هرد        |                       | [ ۲۰ ]        |
| ۱۹۹۵ | کسوف کامل                         | آری      | نه        | آرتور رمبو             |                       | [ ۲۱ ]        |
| ۱۹۹۶ | رومئو + ژولیت                     | آری      | نه        | رومئو                  |                       | [ ۲۲ ]        |
| ۱۹۹۶ | اتاق ماروین                       | آری      | نه        | هنک                    |                       | [ ۲۳ ]        |
| ۱۹۹۷ | تایتانیک                          | آری      | نه        | جک داوسون              |                       | [ ۲۴ ]        |
| ۱۹۹۸ | مردی با نقاب آهنین                | آری      | نه        | لوئی چهاردهم / فیلیپ   |                       | [ ۲۵ ]        |
| ۱۹۹۸ | ستاره مشهور                       | آری      | نه        | براندون دارو           |                       | [ ۲۶ ]        |
| ۲۰۰۰ | ساحل                              | آری      | نه        | ریچارد                 |                       | [ ۲۷ ]        |
| ۲۰۰۱ | آلوی دان                          | آری      | نه        | دریک                   |                       | [ ۲۸ ]        |
| ۲۰۰۲ | اگه می‌تونی منو بگیر               | آری      | نه        | فرانک ابگنیل           |                       | [ ۲۹ ]        |
| ۲۰۰۲ | دارودسته‌های نیویورکی              | آری      | نه        | آمستردام والون         |                       | [ ۳۰ ]        |
| ۲۰۰۴ | هوانورد                           | آری      | آری       | هوارد هیوز             | تهیه‌کننده اجرایی      | [ ۳۱ ] [ ۳۲ ] |
| ۲۰۰۴ | قتل ریچارد نیکسون                 | نه       | آری       | —                      | تهیه‌کننده اجرایی      | [ ۳۳ ]        |
| ۲۰۰۶ | جدامانده                          | آری      | نه        | ویلیام «بیلی» کوستیگان |                       | [ ۳۴ ]        |
| ۲۰۰۶ | الماس خونین                       | آری      | نه        | دنی آرچر               |                       | [ ۳۵ ]        |
| ۲۰۰۷ | یازدهمین ساعت                     | آری      | آری       | خودش/ راوی             | مستند؛ همچنین نویسنده | [ ۳۶ ]        |
| ۲۰۰۷ | باغبان عدن                        | نه       | آری       | —                      |                       | [ ۳۷ ]        |
| ۲۰۰۸ | یک مشت دروغ                       | آری      | نه        | راجر فریس              |                       | [ ۳۸ ]        |
| ۲۰۰۸ | جاده انقلابی                      | آری      | نه        | فرانک ویلر             |                       | [ ۳۹ ]        |
| ۲۰۰۹ | یتیم                              | نه       | آری       | —                      |                       | [ ۴۰ ]        |
| ۲۰۱۰ | جزیره شاتر                        | آری      | نه        | ادوارد «تدی» دانیلز    |                       | [ ۴۱ ]        |
| ۲۰۱۰ | هابل سه‌بعدی                       | آری      | نه        | راوی (صدا)             | مستند                 | [ ۴۲ ]        |
| ۲۰۱۰ | تلقین                             | آری      | نه        | دام کاب                |                       | [ ۴۳ ]        |
| ۲۰۱۱ | شنل‌قرمزی                          | نه       | آری       | —                      |                       | [ ۴۴ ]        |
| ۲۰۱۱ | نیمه ماه مارس                     | نه       | آری       | —                      | تهیه‌کننده اجرایی      | [ ۴۵ ]        |
| ۲۰۱۱ | جی. ادگار                         | آری      | نه        | جی. ادگار هوور         |                       | [ ۴۶ ]        |
| ۲۰۱۲ | جنگوی زنجیرگسسته                  | آری      | نه        | کالوین جی. کندی        |                       | [ ۴۷ ]        |
| ۲۰۱۳ | گتسبی بزرگ                        | آری      | نه        | جی گتسبی               |                       | [ ۴۸ ]        |
| ۲۰۱۳ | رانر رانر                         | نه       | آری       | —                      |                       | [ ۴۹ ]        |
| ۲۰۱۳ | خارج از کوره                      | نه       | آری       | —                      |                       | [ ۵۰ ]        |
| ۲۰۱۳ | گرگ وال استریت                    | آری      | آری       | جردن بلفورت            |                       | [ ۵۱ ]        |
| ۲۰۱۴ | ویرونگا                           | نه       | آری       | —                      | تهیه‌کننده اجرایی      | [ ۵۲ ]        |
| ۲۰۱۴ | راز پایداری                       | نه       | آری       | —                      | تهیه‌کننده اجرایی      | [ ۵۳ ]        |
| ۲۰۱۵ | تست                               | آری      | نه        | خودش                   | فیلم کوتاه            | [ ۵۴ ]        |
| ۲۰۱۵ | بازگشته                           | آری      | نه        | هیو گلاس               |                       | [ ۵۵ ]        |
| ۲۰۱۶ | گرفتن خورشید                      | نه       | آری       | —                      | تهیه‌کننده اجرایی      | [ ۵۶ ]        |
| ۲۰۱۶ | پیش از سیل                        | آری      | آری       | خودش                   | مستند                 | [ ۵۷ ]        |
| ۲۰۱۶ | بازی عاج                          | نه       | آری       | —                      | تهیه‌کننده اجرایی      | [ ۵۸ ]        |
| ۲۰۱۶ | تا شب زنده بمان                   | نه       | آری       | —                      |                       | [ ۵۹ ]        |
| ۲۰۱۸ | روان‌آشفتگی                        | نه       | آری       | —                      |                       | [ ۶۰ ]        |
| ۲۰۱۸ | رابین هود                         | نه       | آری       | —                      |                       | [ ۶۱ ]        |
| ۲۰۱۸ | کوشش: زندگی و هنر گم‌شده شوکاسکی   | نه       | آری       | —                      |                       | [ ۶۲ ]        |
| ۲۰۱۹ | فرمول ای                          | نه       | آری       | —                      |                       | [ ۶۳ ]        |
| ۲۰۱۹ | یخ در آتش                         | آری      | نه        | راوی (صدا)             | مستند                 | [ ۶۴ ]        |
| ۲۰۱۹ | روزی روزگاری در هالیوود           | آری      | نه        | ریک دالتون             |                       | [ ۶۵ ]        |
| ۲۰۱۹ | ریچارد جول                        | نه       | آری       | —                      |                       | [ ۶۶ ]        |
| ۲۰۲۱ | کید ۹۰                            | نه       | آری       | —                      | مستند                 | [ ۶۷ ]        |
| ۲۰۲۱ | تنهاترین نهنگ: جستجوی ۵۲          | نه       | آری       | —                      | مستند                 | [ ۶۸ ]        |
| ۲۰۲۱ | باله                              | نه       | آری       | —                      | مستند                 | [ ۶۹ ]        |
| ۲۰۲۱ | بالا رو نگاه نکن                  | آری      | نه        | دکتر رندال میندی       |                       | [ ۷۰ ]        |
| ۲۰۲۳ | قاتلان ماه گل                     | آری      | آری       | ارنست برکهارت          |                       | [ ۷۱ ] [ ۷۲ ] |
| ۲۰۲۵ | یک نبرد پس از دیگری               | آری      | نه        | TBA                    |                       | [ ۷۳ ] [ ۷۴ ] |

| به آثاری اشاره دارد که در حال حاضر منتشر نشده‌اند | به آثاری اشاره دارد که در حال حاضر منتشر نشده‌اند |

## تلویزیون
| سال(ها)   | عنوان                                 | به عنوان    | به عنوان  | به عنوان          | یادداشت‌ها                       | منا.                 |
| سال(ها)   | عنوان                                 | بازیگر      | تهیه‌کننده | نقش               | یادداشت‌ها                       | منا.                 |
| --------- | ------------------------------------- | ----------- | --------- | ----------------- | ------------------------------- | -------------------- |
| ۱۹۸۹      | د نیو لسی                             | آری         | نه        | گلن               | ۲ قسمت                          | [ ۷۵ ] [ ۷۶ ]        |
| ۱۹۹۰      | خارجی‌ها                               | آری         | نه        | کید فایتینگ اسکات | قسمت: «آزمایشی»                 | [ ۱۷ ]               |
| ۱۹۹۰      | سانتا باربارا                         | آری         | نه        | یانگ میسون کپول   | ۵ قسمت                          | [ ۱۷ ]               |
| ۱۹۹۰–۱۹۹۱ | پدر و مادری                           | آری         | نه        | گری باکمن         | ۱۲ قسمت                         | [ ۱۷ ]               |
| ۱۹۹۱      | روزان                                 | فاقد اعتبار | نه        | هم‌کلاسی دارلین    | قسمت: «Home-Ec»                 | [ ۱۷ ]               |
| ۱۹۹۱–۱۹۹۲ | مسائل اولیه                           | آری         | نه        | لوک براور         | ۲۳ قسمت                         | [ ۱۷ ]               |
| ۲۰۰۸–۲۰۱۰ | گرینزبرگ                              | نه          | آری       | —                 | تهیه‌کننده اجرایی و سازنده مشترک | [ ۷۷ ] [ ۷۸ ]        |
| ۲۰۱۴      | پخش زنده شنبه شب                      | آری         | نه        | خودش (نقش فرعی)   | قسمت: «جونا هیل/باستیل»         | [ ۷۹ ]               |
| ۲۰۱۸      | مردانی که آمریکا را ساختند: مرزنشینان | نه          | آری       | —                 | تهیه‌کننده اجرایی                | [ ۸۰ ]               |
| ۲۰۲۰      | گرنت                                  | نه          | آری       | —                 | تهیه‌کننده اجرایی                | [ ۸۱ ]               |
| ۲۰۲۰      | مردان واقعی                           | نه          | آری       | —                 | تهیه‌کننده اجرایی                | [ ۸۲ ] [ ۸۳ ]        |
| ۲۰۲۰      | میزان رأی چه کسی است، شرح تفصیلی      | آری         | نه        | راوی (صدا)        | قسمت: «حق رای»                  | [ ۸۴ ]               |
| ۲۰۲۱      | تایتان‌هایی که آمریکا را ساختند        | نه          | آری       | —                 | تهیه‌کننده اجرایی                | [ ۸۵ ]               |
| ۲۰۲۲      | تئودور روزولت                         | نه          | آری       | —                 | تهیه‌کننده اجرایی                | [ ۸۶ ] [ ۸۷ ] [ ۸۸ ] |